# Oswego
Oswego är en stad i Oswego County i delstaten New York i USA. Enligt folkbokföringen från 2010 hade staden 18 142 invånare. Staden ligger intill Ontariosjön i centrala delen av New York och marknadsför sig som Centrala New Yorks hamnstad. Staden är centralorten i Oswego Country. 
Oswego gränsar till städerna Minetto och Scriba i väst, syd och öst och mot Ontariosjön i norr. Staden är även känd för racerbanan Oswego Speedway. En liten bit utanför staden ligger universitetet State University of New York at Oswego.

## Historia
Stadens historia går tillbaka till 1700-talet, då Samuel de Champlain var den första europé som utforskade området. 1722 anlade britterna en handelsstation i området. Senare byggdes fortet Fort Oswego, som förstördes under 1812 års krig. 1755 byggdes Fort Ontario på andra sidan av floden. Under Fransk-indianska kriget ockuperades fortet för en kort tid av fransmännen. 
År 1796 drog sig de brittiska trupperna bort från fort Oswego, och bosättare från östkusten kom och bosatte sig i området. Under 1812 års krig ockuperades fortet av britterna och förstördes. Staden grundades officiellt 1848. Det skedde främst tack vare att man grävde ut Oswegokanalen, en koppling mellan Eriekanalen och Ontariosjön. Genom handel med varor som mjöl, vete, trä, järn och salt blev staden rik. Staden var länge en järnvägsknut, och utvecklades under följande decennier till en modern stad.

## Geografi

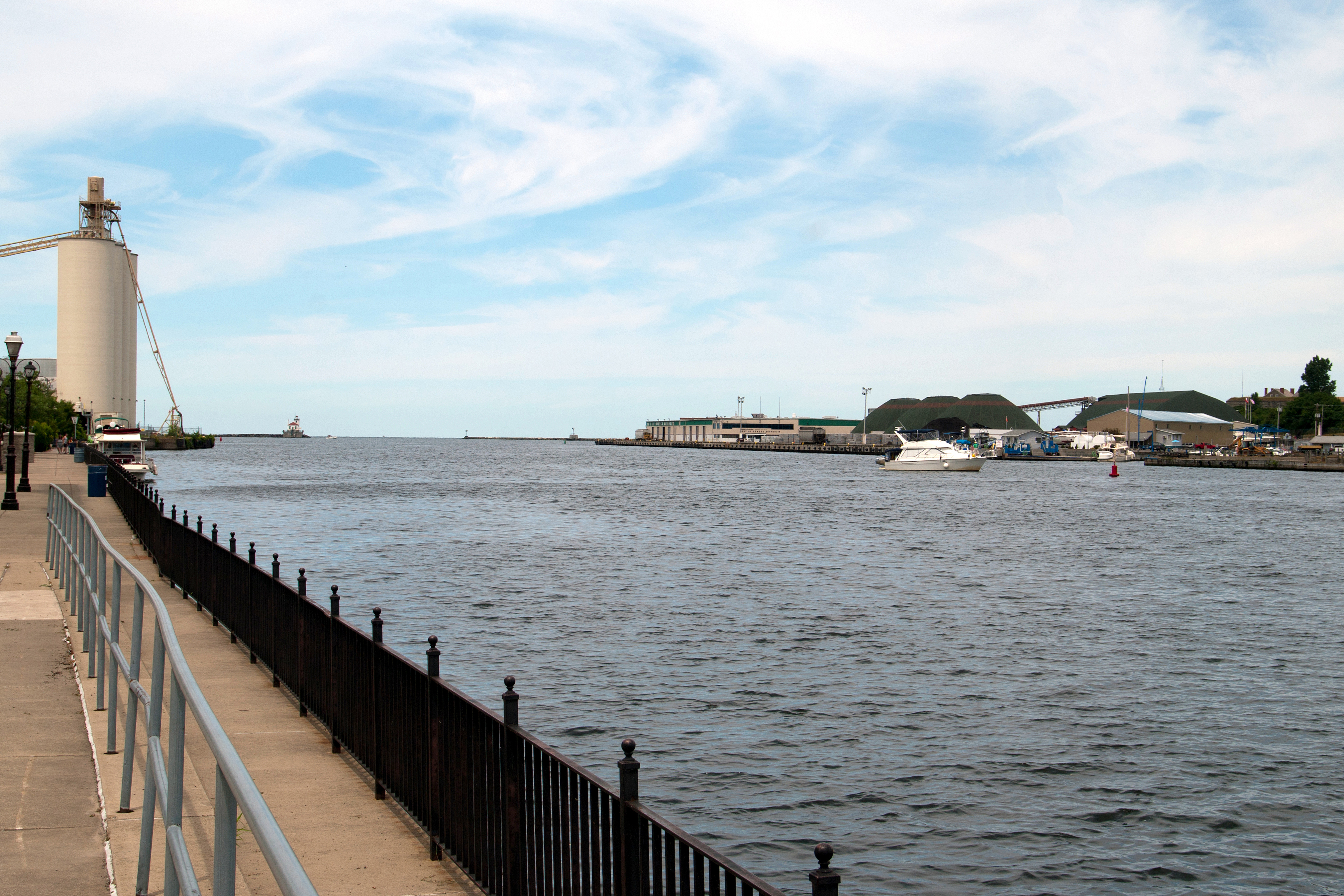
Oswegofloden mynnar ut i Ontariosjön.

Enligt United States Census Bureau har staden en totalyta på 29,1 km² varav 19,8 km² är land och 9,2 km² är vatten. 
Staden ligger på den sydöstra kusten av Ontariosjön och vid mynningen  av Oswegofloden. Oswego ligger 56 km norr om staden Syracuse och 110 kilometer öster om Rochester. 
Oswego är en av de mest snörikaste städerna i hela USA. Under vissa vintrar har det rapporterats om en snödjup på 7,62 meter. De ibland extrema snöfallen ledde till exempel att under åren 1995 och 2007 att skolan och universitet fick stängas flera dagar.
Normala temperaturer och nederbörd för Oswego:
|                                            | Jan | Feb | Mar | Apr | Maj | Jun | Jul | Aug | Sep | Okt | Nov | Dec |
| ------------------------------------------ | --- | --- | --- | --- | --- | --- | --- | --- | --- | --- | --- | --- |
| Normaldygnets maximitemperaturs medelvärde | −1  | 1   | 5   | 12  | 19  | 24  | 27  | 26  | 22  | 19  | 8   | 2   |
| Normaldygnets minimitemperaturs medelvärde | −8  | −8  | −3  | 2   | 8   | 13  | 17  | 16  | 12  | 6   | 1   | −4  |
|                                            |     |     |     |     |     |     |     |     |     |     |     |     |
| Nederbörd                                  | 96  | 72  | 85  | 84  | 81  | 87  | 77  | 97  | 106 | 96  | 114 | 97  |

| Diagram | temperaturer i °C • månadsnederbörd i mm | temperaturer i °C • månadsnederbörd i mm | temperaturer i °C • månadsnederbörd i mm | temperaturer i °C • månadsnederbörd i mm | temperaturer i °C • månadsnederbörd i mm | temperaturer i °C • månadsnederbörd i mm | temperaturer i °C • månadsnederbörd i mm | temperaturer i °C • månadsnederbörd i mm | temperaturer i °C • månadsnederbörd i mm | temperaturer i °C • månadsnederbörd i mm | temperaturer i °C • månadsnederbörd i mm | temperaturer i °C • månadsnederbörd i mm |
|         | 96 -1 -8                                 | 72 1 -8                                  | 85 5 -3                                  | 84 12 2                                  | 81 19 8                                  | 87 24 13                                 | 77 27 17                                 | 97 26 16                                 | 106 22 12                                | 96 19 6                                  | 114 8 1                                  | 97 2 -4                                  |

## Demografi
Vid folkräkningen 2010 bodde det 18 142 personer i 7 489 hushåll i staden. Rassammansättningen var i staden 94,1 procent vita, 2,3 procent afroamerikaner, 0,1 procent indianer, 1,5 procent asiater, 0,6 procent av annan ras och 1,5 procent av två eller flera raser. Latinamerikaner var 5,1 procent av befolkningen. 
Den genomsnittliga inkomsten i staden var 39 867 dollar per år, och bland familjer 57 324. Män hade en genomsnittlig inkomst på 50 074 dollar medan kvinnor hade en genomsnittlig inkomst på 33 211 dollar. 24,2 procent av befolkningen befann sig under fattigdomsgränsen.

## Kända personer från Oswego
- Joey Belladonna, sångare i hårdrocksbandet Anthrax[4]
- David Branshaw, golfspelare på PGA-touren[5]
- Fenimore Chatterton, delstatsguvernör i Wyoming 1903-1905[6]
- Erik Cole, ishockeyspelare i NHL[7]
- George Grant, uppfinnare
- John Porter Hatch, Nordstatsgeneral under amerikanska inbördeskriget
- Greg LaRocca, före detta basebollspelare
- Mary E. Walker, första kvinna att tilldelas Medal of Honor